# Hampsonodes medioalba
Hampsonodes medioalba är en fjärilsart som beskrevs av Embrik Strand 1921. Hampsonodes medioalba ingår i släktet Hampsonodes och familjen nattflyn. Inga underarter finns listade i Catalogue of Life.